# Ealdwulf del Sussex
Ealdwulf (fl. VIII secolo) fu re del Sussex insieme a Ælfwald e a Oslac.
Compare in documenti del 765  dove compare come rex e in altre come dux.